# Maggie Mae
Maggie Mae, häufig auch Maggie May geschrieben, ist ein englisches Volkslied (Nr. 1757 im Roud Folk Song Index). Es handelt von einer Prostituierten, die einen heimkehrenden Seemann im Hafen von Liverpool bestiehlt. 1964 nahm der Komponist Lionel Bart das Lied zur Vorlage für sein gleichnamiges Musical, das in den Docks von Liverpool spielt. 1970 veröffentlichten die Beatles ihre Version des Liedes auf ihrem zwölften Studioalbum Let It Be.

## Text
Wie bei vielen Volksliedern existieren auch bei Maggie Mae zahlreiche Varianten des Textes. Darin werden verschiedene real existierende Straßen in Liverpool benannt. Eine weit verbreitete Version ist aus der Ich-Perspektive eines Seemanns verfasst, der aus Sierra Leone nach Liverpool heimkehrt. Mit seinem frisch ausgezahlten Lohn in der Tasche begegnet er Maggie Mae. Sie bezaubert ihn mit ihrer Schönheit (“a figure so divine”) und so begleitet er sie in ihre Räumlichkeiten. Als er am nächsten Morgen erwacht, hat sie ihm Geld und Kleidung geraubt. Sie behauptet, die Wertsachen in ein Pfandhaus (Kelly’s locker) gebracht zu haben. Als er seine Güter aber auch dort nicht vorfindet, ruft der Seemann die Polizei. Maggie Mae wird für schuldig erklärt und zur Deportation nach Botany Bay verurteilt.

## Aufnahme der Beatles
Maggie Mae wurde am 24. Januar 1969 in den Londoner Apple Studios in der Savile Row Nr. 3 mit dem Produzenten Glyn Johns aufgenommen. Glyn Johns war auch der Toningenieur der Aufnahmen. Die Aufnahmen wurde live ohne Overdubs eingespielt. Eine weitere Aufnahme des Liedes erfolgte am selben Tag in Form des Medleys Maggie Mae / Fancy My Chances with You.
Im April und Mai 1969 stellte Glyn Johns in den Olympic Sound Studios die erste Fassung des Albums Get Back fertig, auf diesem befindet sich Maggie Mae. Am 5. Januar 1970 wurde die zweite Fassung vom Get Back-Album von Glyn Johns in den Olympic Sound Studios hergestellt, auf dieser befindet sich ebenfalls Maggie Mae. Beide Versionen des Albums von Glyn Johns wurden von den Beatles abgelehnt.
Im März 1970 erhielt Phil Spector von John Lennon, George Harrison und Allen Klein den Auftrag, das Album endgültig fertigzustellen. Am 26. März mischte Spector in den Abbey Road Studios mit Hilfe des Toningenieurs Peter Brown unter anderen das Lied Maggie Mae neu ab. Der Song erschien auf Let It Be, dem letzten Studioalbum der Beatles.
Besetzung
- John Lennon: Akustische Gitarre, Gesang
- Paul McCartney: Akustische Gitarre, Gesang
- George Harrison: Leadgitarre
- Ringo Starr: Schlagzeug

Maggie Mae ist nach Her Majesty das zweitkürzeste Lied der Beatles.

### Aufnahme von John Lennon
John Lennon nahm zur Gitarrenbegleitung im Jahr 1979 Maggie Mae zu Hause im Dakota Building auf. Das Lied ist 52 Sekunden lang und wurde auf der Kompilationsbox John Lennon Anthology veröffentlicht.

### Aufnahme von Paul McCartney
Im Jahr 2017 hatte McCartney einen kurzen Auftritt in dem Film Pirates of the Caribbean: Salazars Rache, dem fünften Teil der Pirates-of-the-Caribbean-Saga. Als Onkel Jack singt er in einer Szene kurz das Lied Maggie Mae an.